# Xã Union, Quận Kingman, Kansas
Xã Union (tiếng Anh: Union Township) là một xã thuộc quận Kingman, tiểu bang Kansas, Hoa Kỳ. Năm 2010, dân số của xã này là 76 người.